# Hydrellia subalbiceps
Hydrellia subalbiceps är en tvåvingeart som beskrevs av Collin 1966. Hydrellia subalbiceps ingår i släktet Hydrellia och familjen vattenflugor. Arten är reproducerande i Sverige. Inga underarter finns listade i Catalogue of Life.